# Band-Maid

Az együttes logója 2014 és 2017 között

A Band-Maid (stilizálva BAND-MAID, korábban BAND-MAID®) japán rockegyüttes, melyet 2013-ban alapítottak. Az együttes a rockzene hangzásvilágát a japán maid cafékről mintázott cselédlány imázzsal kombinálja. A zenekar kiadója kezdetben a Gump Records, a Platinum Passport tehetséggondozó alkiadója volt, azonban 2016-ban átszerződtek a Crown Stones nagykiadóhoz.

## Története
A kezdetben „BAND-MAID®” néven ismert együttes 2013 júliusában alapították. Kobato Miku énekes-gitáros, egykori japán maid café-alkalmazott, elhatározta, hogy egy olyan együttes alapít, amelyben egymás mellé állítja a cselédlány imázst a rockzenével. Kobato internetes keresés során beszervezte Tóno Kanami szólógitárost. Tóno korábban énekes-dalszövegíróként dolgozott és beajánlotta az új együttesbe alkalmi háttérdobosát, Hirosze Akanét. Hirosze pedig Misa basszusgitárost ajánlotta be, akivel egy zeneiskolába járt. 2013. július 24-én megtartották az első fellépésüket az Osaka Deep koncertteremben tartott PP Audition keretében, ahol kvartettként léptek fel és Kobato énekelt. Később úgy döntöttek, hogy felvesznek még egy énekest, a meghallgatások után Acumi Szaikire esett a választásuk. Első, öttagú együttesként adott fellépésük 2013. augusztus 22-én a Shibuya-AX koncertteremben tartott P Festival során történt.
A Band-Maid az alapításától kezdve rendszeresen koncertezik Tokióban. Az együttes 2014 januárjában Maid in Japan címmel megjelentette a bemutatkozó mini-albumát, melyet Fukui Maszahiko és Akucu Kentaró zenészekkel készítettek el. 2014 augusztusában megjelentettek az „Ai to dzsónecu no Matador” című maxi-kislemezt. 2015 novemberében New Beginning címmel megjelentették a második mini-albumukat. Az albummal először kerültek fel egy slágerlistára; az a hatvannegyedik helyezést érte el a japán Oricon heti albumlistáján. A zenekar 2016 februárjában az album népszerűsítésére egy háromállomásos turnét tartott Tokióban, mely február 14-én egy teltházas koncerttel zárult. 2016 márciusában megtartották az első külföldi fellépésüket, a seattle-i Sakura-Con keretében. Az együttes 2016 májusában a Nippon Crown-alkiadó Crown Stones gondozásában megjelentette a harmadik mini-albumát és egyben nagykiadós bemutatkozó lemezét, a Brand New Maidet. Az album a tizenkilencedik helyezést érte el a japán Oricon heti albumlistáján. 2016 októberében–novemberében megtartották az első világ körüli turnéjukat, amely során Mexikóban, Hongkongban és hat európai országban léptek fel.
A Band-Maid 2017 januárjában megjelentette az első teljes hosszúságú albumát Just Bring It címmel. A kiadvány egyetlen kislemeze, a YOLO 2016 novemberében jelent meg. A Just Bring It a tizenhatodik helyezést érte el a japán Oricon heti albumlistáján. A zenekar június 23–24-én fellépett a tajvani Golden Melody Awardson. 2017 júliusában megjelentették a Daydreaming/Choose Me című maxi-kislemezt. A 2017 novemberében megjelent Tribute of Mucc: En Mucc-tribute albumra feldolgozták az együttes Honey című dalát. 2018. február 14-én megjelentették a második teljes hosszúságú albumukat World Domination címmel. A World Domination a kilencedik helyezést érte el a japán Oricon heti albumlistáján. 2018. február 14-én újra megjelentették a 2014-es bemutatkozó albumukat, a Maid in Japant két bónuszszámmal. Ugyan az album eredeti verziója nem került fel az eladási listákra, azonban az újrakiadás a huszonhatodik helyezést érte el a japán Oricon heti albumlistáján. 2018. április 1-jén a Warped Tour keretén belül felléptek Makuhari Messe színpadán.
2018. július 25-én megjelentették a Star Over című maxi-kislemezt. 2019. január 16-án both Glory és Bubble címmel két kislemezt fognak megjelentetni, előbbi a Yu-Gi-Oh! VRAINS animesorozat zárófőcím-dalaként is hallható.

## Imázs és zene

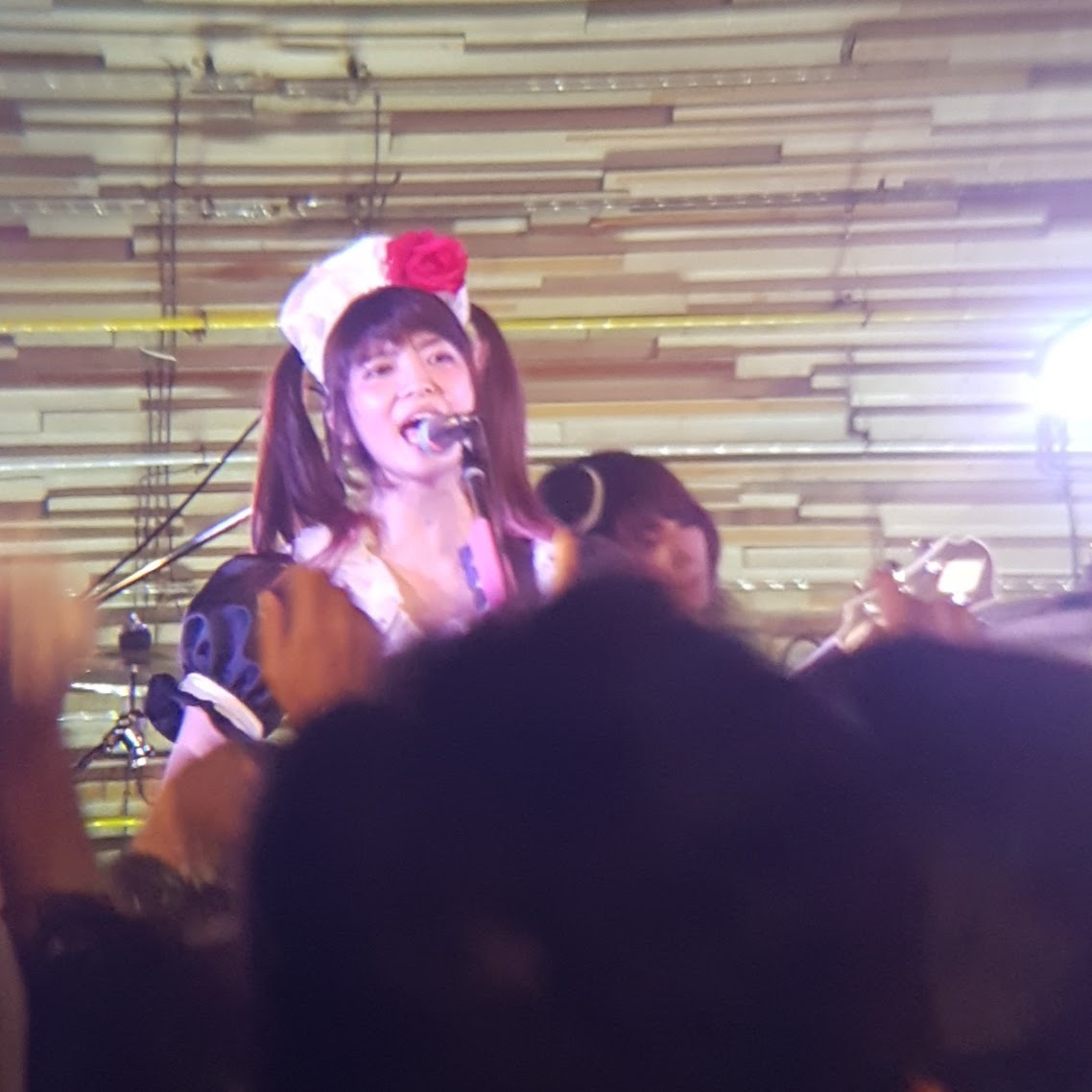
Kobato Miku 2017-ben

A Band-Maid imázsát a maid cafék felszolgálóiról mintázták. A koncepció Kobato Miku alapító tagtól származik, aki korábban egy akihabarai maid caféban dolgozott. Erre a témára a zenekar egyéb módokon még rá is erősít: a férfi rajongóikat „gazdáknak”, a női rajongóikat „hercegnőknek”, míg a koncertjeiket „felszolgálásoknak” hívják. A zenekar „alázatos” cselédlány imázsa ellentétet hivatott állni az agresszív rock hangzásvilágukkal. Azért döntöttek úgy, hogy két énekesük lesz, mivel a két különböző hangtípussal nagyobb zenei változatosságot tudnak elérni.
Kobato a japán enkazenéből merít ihletet; 2012 környékén énekiskolába járt, azonban a következő évben a Band-Maid megalapításával gitározni kezdett. Acumi tizennégy éves korában kezdett énekelni, a Band-Maid az első együttese. Tóno Carlos Santana nagy rajongója, gyermekkora óta zongorázik, és akkor kezdett el gitározni, amikor középiskolában csatlakozott a zeneszakkörhöz. Hirosze a Deep Purple és a Maximum the Hormone rajongója, illetve legfőképp az utóbbi együttes női dobosa, Kavakita Naóé, harsonán és zongorán is tud játszani. Misa a The Smashing Pumpkins és Jimi Hendrix zenéjét kedveli; 3–4 éves korában kezdett el zongorázni, de trombitán, tenor kürtön és gitáron is tud játszani.

## Kapcsolódó előadók
Hirosze Akane és Tóno Kanami a Mocsi to Cheeze (もちとちーず) akusztikus együttes, a Platinum Passport Predia nevű együttesének egyik alegységében vendégzenészként is fel szokott lépni.

## Tagok
- Kobato Miku (小鳩 ミク?) – gitár, ének (2013–napjainkig)
- Tóno Kanami (遠乃 歌波?) – gitár (2013–napjainkig)
- Hirosze Akane (廣瀬 茜?) – dobok (2013–napjainkig)
- Misa (stilizálva MISA) – basszusgitár (2013–napjainkig)
- Acumi Szaiki (厚見 彩姫?) – ének (2013–napjainkig)

## Diszkográfia

### Stúdióalbumok
| Cím              | Adatok | Oricon          |
| ---------------- | --- | --------------- |
| Maid in Japan    | - Megjelent: 2014. január 8. / 2018. február 14. (újrakiadás) - Kiadó: Gump Records / Crown Stones (újrakiadás) - Formátum: CD | 26 (újrakiadás) |
| New Beginning    | - Megjelent: 2015. november 18. - Kiadó: Gump Records - Formátum: CD+DVD                                                       | 64              |
| Brand New Maid   | - Megjelent: 2016. május 18. - Kiadó: Crown Stones - Formátum: CD, CD+DVD                                                      | 19              |
| Just Bring It    | - Megjelent: 2017. január 23. - Kiadó: Crown Stones - Formátum: CD                                                             | 16              |
| World Domination | - Megjelent: 2018. február 14. - Kiadó: Crown Stones - Formátum: CD, CD+DVD, CD+BD                                             | 9               |
| Conqueror        | - Megjelent: 2019. december 11. - Kiadó: Revolver Records - Formátum: CD, CD+DVD, CD+BD                                        | 9               |
| Unseen World     | - Megjelent: 2021. január 20. - Kiadó: Pony Canyon - Formátum: CD, CD+DVD, CD+BD                                               | 8               |
| Epic Narratives  | - Megjelent: 2024. szeptember 25. - Kiadó: Pony Canyon - Formátum: CD, CD+DVD, CD+BD                                           | 8               |

### Középlemezek (EP-k)
| Cím        | Adatok                                                                               | Oricon |
| ---------- | ------------------------------------------------------------------------------------ | ------ |
| Band-Maiko | - Megjelent: 2019. április 3. - Kiadó: Revolver Records - Formátum: CD, CD+DVD       | 15     |
| Unleash    | - Megjelent: 2022. szeptember 21. - Kiadó: Pony Canyon - Formátum: CD, CD+DVD, CD+BD | 9      |

### Kislemezek
| Cím                                              | Adatok                                                                            | Oricon |
| ------------------------------------------------ | --------------------------------------------------------------------------------- | ------ |
| Ai to dzsónecu no Matador (愛と情熱のマタドール) | - Megjelent: 2014. augusztus 13. - Kiadó: Gump Records - Formátum: CD             | —      |
| YOLO                                             | - Megjelent: 2016. november 16. - Kiadó: Crown Stones - Formátum: CD              | 36     |
| Daydreaming/Choose Me                            | - Megjelent: 2017. július 19. - Kiadó: Crown Stones - Formátum: CD, CD+DVD        | 20     |
| Start Over                                       | - Megjelent: 2018. július 25. - Kiadó: Crown Stones - Formátum: CD, CD+DVD, CD+BD | 16     |
| Glory                                            | - Megjelent: 2019. január 16. - Kiadó: Crown Stones - Formátum: CD                | 12     |
| Bubble                                           | - Megjelent: 2019. január 16. - Kiadó: Crown Stones - Formátum: CD                | 14     |
| Different                                        | - Megjelent: 2020. december 2. - Kiadó: Revolver Records - Formátum: CD           | 19     |
| Sense                                            | - Megjelent: 2021. október 27. - Kiadó: Pony Canyon - Formátum: CD                | 14     |

### Digitális kislemezek
| Cím               | Adatok                                                                             | Oricon |
| ----------------- | ---------------------------------------------------------------------------------- | ------ |
| Secret Maiko Lips | - Megjelent: 2018. április 1. - Kiadó: Nippon Crown - Formátum: digitális letöltés | —      |
| Glory             | - Megjelent: 2018. október 4. - Kiadó: Nippon Crown - Formátum: digitális letöltés | —      |

## Díjak és jelölések
Classic Rock Roll of Honour Awards
| Év   | Jelölt    | Kategória             | Eredmény |
| ---- | --------- | --------------------- | -------- |
| 2016 | Band-Maid | Japan Next Generation | Elnyerte |

## Fordítás
- Ez a szócikk részben vagy egészben  a   Band-Maid című angol Wikipédia-szócikk ezen változatának fordításán alapul.  Az eredeti cikk szerkesztőit annak laptörténete sorolja fel. Ez a jelzés csupán a megfogalmazás eredetét és a szerzői jogokat jelzi, nem szolgál a cikkben szereplő információk forrásmegjelöléseként.